# ヘザー・マークス
ヘザー・マークス （Heather Marks、1988年7月25日 - ）は、カナダ・アルバータ州カルガリー出身のファッションモデル。
- 髪色はライトブラウンで目の色は青緑。茶髪や黒髪、金髪に染めていることも多い。
- 人形を彷彿とさせる顔立ちからジェマ・ワード、リリー・コール、リサ・カント、ジェシカ・スタム、デヴォン青木とともに「Doll-like」「Elfin」と形容されている。（日本では「ドール顔」と言われることが多い）。
- 日本ではベルメゾンのCMに出演し、知名度が上がった。また現在は読売新聞の広告にも出演している。